# Georges Chabot
Pour les articles homonymes, voir Chabot.
Georges Charles Claude Chabot est un géographe français né en avril 1890 à Besançon et mort en octobre 1975 à Bourg-la-Reine.

## Biographie
Élève du lycée puis de la faculté des Lettres de Lyon, il obtient la licence de philosophie en 1909. Il entre à l'École normale supérieure en 1910 et obtient l'agrégation d'histoire et géographie en 1913. Il y subit la forte empreinte du grand géographe Paul Vidal de la Blache.
Après des années de service militaire et de guerre (1909-1910 et 1913-1919), il est détaché comme adjoint du géographe Emmanuel de Martonne au comité d'études de la Conférence de la Paix en 1919 et participe aux propositions de nouvelles frontières entre États.
Professeur au lycée Fustel-de-Coulanges de Strasbourg (1919-1925) puis au lycée Henri-IV à Paris (1925-1927) il prépare un doctorat d'État dont la thèse traite des plateaux du Jura central, pour lesquels il apporte des explications de formation nouvelles qui seront confirmées, après la Seconde Guerre mondiale, par les études géologiques et géophysiques de Louis Glangeaud.
Chargé de l'enseignement de la géographie à la faculté des Lettres (rue Chabot Charny) de Dijon en 1928, Georges Chabot y restera jusqu'à mai 1945. Il y est élu par ses pairs, doyen de 1934 à 1942. Il démissionne de cette fonction devant les contraintes imposées par l'occupant nazi. À Dijon, tout en assurant son enseignement de géographie générale, il continue des recherches sur la géographie des pays bourguignons qui aboutissent à la publication en 1941 du livre La Bourgogne. Il aime à diriger des excursions de terrain et tient particulièrement à cette formation pratique de ses étudiants par la marche et l'observation. La plupart de ces sorties de terrain ont lieu dans le Jura, les Vosges ou en Bourgogne, mais certaines sont organisées en Suisse, en Italie (Grands lacs, Dolomites…), en Yougoslavie.
La guerre à peine terminée, Georges Chabot est nommé à la Sorbonne. Il quitte à regret la Bourgogne où il revient régulièrement tous les ans, en général au mois de juin, pour y passer une journée avec ses anciens élèves. Il ne manque à aucune de ces réunions de 1946 à 1975. En 1950 il crée un bulletin de liaison régulier avec ses anciens élèves bourguignons qu'il rédige lui-même jusqu'en 1975.
En 1956, il est appelé à succéder à André Cholley à la fonction de directeur de l'Institut de géographie de l'Université de Paris, fonction qu'il occupera jusqu'en 1960.
Spécialiste des pays nordiques, il apprit les langues scandinaves, en particulier le suédois, et noue de nombreux contacts avec les géographes de ces pays. De 1937 à 1955, il rédige un très grand nombre d'articles relatifs à cette région dans le Bulletin de l'association de géographes français.
Il est élu membre du conseil de l'enseignement supérieur en 1953 et y reste jusqu'à sa retraite en 1960. Sa retraite est studieuse et active. Il soutient les travaux de Suzanne Daveau et Yvette Barbaza, qui présentent toutes deux leur thèse sous sa direction. Il publie également entre autres : Carte des zones d'influence des grandes villes françaises (1961), Définition de la région géographique et division régionale de la France (1964), Le Devenir des villes (1964), Traité de géographie urbaine (Colin, 1964), et Vocabulaire de géographie urbaine (1971).

## Distinctions
- Officier de la Légion d'honneur (26 janvier 1953)
- Croix de guerre 1914–1918

### Honneurs
- Docteur honoris causa des universités d'Upsal et Jasi.
- Membre d'honneur de la Royal Geographical Society.
- Membre d'honneur de la Société de Géographie de Francfort-sur-le-Main.
- Membre d'honneur de la Société belge d'études géographiques.
- Membre d'honneur des sociétés de géographie croate, finlandaise, italienne, norvégienne, polonaise, serbe.
- Titulaire de la médaille d'or de la Société de géographie (pour l'ensemble de son œuvre) 1975.

## Principales publications
- Mémoire sur le Revermont (Jura du Sud), 1913 — sa première publication —
- Les plateaux du Jura central. Étude morphologique, thèse, Gap, Ophrys, 1927, 352 p.
- Études du karst yougoslave (du polvé de Lika au Popovo polvé) Annales de Géographie, 1931
- Naissance d'un karst dans l'île de Gotland (mer Baltique) Annales de Géographie, 1943
- La Bourgogne, Paris, Armand Colin, 1941, 224 p. (nombreuses rééditions).
- Les Villes : aperçu de géographie humaine, Paris, Armand Colin, 1948, 224 p. (nombreuses rééditions); étude développée par un traité de géographie urbaine de 493 pages publié en 1964 en collaboration avec J. Beaujeu-Garnier.
- Monographies de villes : Göteborg (A.G.F. 1949), Hambourg (I.G. 1952), Belgrade (I.G. 1953)
- La Finlande et les pays scandinaves, collection Orbis (371 pages) 1958
- Géographie régionale de la France, Paris, Masson, 1966, 434 p. (réédité)